# Stephen Steps Out
Stephen Steps Out è un film muto del 1923 diretto da Joseph Henabery. La sceneggiatura di Edfrid A. Bingham si basa su The Grand Cross of the Crescent, racconto di Richard Harding Davis pubblicato a New York nel 1912 nel suo The Red Cross Girl.

## Trama
Stephen Harlow, Jr. viene bocciato al suo esame di storia turnca e suo padre, uno dei fondatori della scuola, lo spedisce in Turchia a studiare sul posto dopo aver licenziato Gilman, il suo insegnante di storia. Stephen junior, per fare ammenda, riassume Gilman. In Turchia, il ragazzo vive una serie di avventure che lo portano a salvare il figlioletto del sultano. Ricevuta un'alta onorificenza, ritorna a scuola e mostra la sua medaglia a Gilman.

## Produzione
Il film fu prodotto dalla Famous Players-Lasky Corporation. Le riprese durarono dal 30 luglio (o 1º agosto) fino a metà ottobre 1923. Anche se Motion Picture News del 1º settembre 1923 lasciava intendere che il giovane Fairbanks (che all'epoca aveva tredici anni) aveva trascorso le prime due settimane di produzione "nel cuore dell'impero turco", in realtà il film venne girato interamente alla Paramount, in uno studio dove era stato ricostruito per l'occasione un set che evocava la Turchia. Consulente tecnico per gli "argomenti turchi" fu G. N. Baker. Il film venne terminato dopo circa dieci settimane di riprese (secondo Film Daily, il 14 ottobre).

## Distribuzione
Il copyright del film, richiesto dalla Famous Players-Lasky Corp., fu registrato il 24 novembre 1923 con il numero LP19641.

Distribuito negli Stati Uniti dalla Paramount Pictures e presentato da William Elliott e da Jesse L. Lasky, il film fu proiettato in prima al Rivoli Theatre di New York il 18 novembre 1923, uscendo poi nelle sale il 25 novembre 1923.

Nel febbraio 1924, uscì in Ungheria con il titolo Pista kirúg a hámból; la Famous-Lasky Film Service lo distribuì nel Regno Unito il 20 ottobre 1924. Il 23 febbraio 1925, uscì in Danimarca come Den tyrkiske stjerne. In Brasile, prese il titolo Tesouros da Mocidade, in Francia quello di La Première Aventure de Douglas Fairbanks Junior, in Svezia quello di En tjuvpojke.
Non si conoscono copie ancora esistenti della pellicola che viene considerata presumibilmente perduta.